# Celaeno Saxum
Il Celaeno Saxum è una struttura geologica della superficie di 101955 Bennu.